# Bhagyashree
Bhagyashree (Sangli, 23 februari 1969), is een Indiaas actrice die in voornamelijk in Hindi films en televisieseries speelt.

## Biografie
Bhagyashree begon haar acteercarrière in 1987 in de televisieserie Kachchi Dhoop. Ze maakte haar filmdebuut in 1989 in de commercieel succesvolle Hindi film Maine Pyaar Kiya. Dit is haar meest succesvolle en bekendste film tot nu toe. Na haar huwelijk in 1990 met Himalaya Dassani speelde ze in 1992 in drie films samen met hem: Qaid Main Hai Bulbul, Tyagi en Paayal. Ze vervolgde haar carrière ook deels in Zuid-Indiase films.
Bhagyashree is de moeder van acteur Abhimanyu Dassani.

## Filmografie

### Films
| Jaar | Film                           | Rol                | Opmerking                            |
| ---- | ------------------------------ | ------------------ | ------------------------------------ |
| 1989 | Maine Pyar Kiya                | Suman              |                                      |
| 1992 | Qaid Mein Hai Bulbul           | Pooja Choudhry     |                                      |
| 1992 | Tyagi                          | Aarti Shakti Dayal |                                      |
| 1992 | Paayal                         | Paayal             |                                      |
| 1993 | Ghar Aaya Mera Pardesi         | Roopa              |                                      |
| 1997 | Ammavra Ganda                  | Rani               | Kannada Film                         |
| 1997 | Omkaram                        | Shashi             | Telugu film                          |
| 1998 | Yuvarathna Rana                | Dr. Kasthuri       | Telugu film                          |
| 2001 | Hello Girls                    |                    |                                      |
| 2003 | Uthaile Ghoonghta Chand Dekhle |                    | Bhojpuri film                        |
| 2003 | Avuna                          |                    | Telugu film                          |
| 2003 | Maa Santoshi Maa               |                    |                                      |
| 2005 | Ago Chumma Deda Rajaji         |                    | Bhojpuri film, ook scenarioschrijver |
| 2006 | Humko Deewana Kar Gaye         | Simran Kohli       | gastoptreden                         |
| 2006 | Janani                         | Akanksha           |                                      |
| 2006 | Gandugali Kumara Rama          |                    | Kannada film                         |
| 2007 | Janam Janam Ke Saath           | Jyoti              | Bhojpuri film                        |
| 2007 | Deva                           |                    | Bhojpuri film                        |
| 2009 | Zhak Marli Bayko Keli          | Asmita             | Marathi                              |
| 2009 | Red Alert: The War Within      | Uma                |                                      |
| 2010 | Sati Behula                    |                    | Bengaalse film                       |
| 2019 | Seetharama Kalyana             | Meera              | Kannada film                         |
| 2021 | Thalaivii                      | Sandhya            | Hindi, Tamil, Telugu film            |
| 2022 | Radhe Shyam                    | Girija Rani        | Hindi, Telugu film                   |
| 2023 | Kisi Ka Bhai Kisi Ki Jaan      | Bhagya             | gastoptreden                         |
| 2023 | Chatrapathi                    | Parvati            |                                      |
| 2023 | Sajini Shinde Ka Viral Video   | Kalyani Pandit     |                                      |

### Televisie
| Jaar | Programma/ Film            | Rol                | Opmerking                    |
| ---- | -------------------------- | ------------------ | ---------------------------- |
| 1987 | Kachchi Dhoop              | Alka               |                              |
| 1996 | Samjhota                   |                    |                              |
| 1996 | Saraab                     |                    |                              |
| 1997 | Aandhi Jazbaton Ki         | politicus          |                              |
| 1999 | Didi Ka Dulha Apna Bana Lu |                    |                              |
| 1999 | Jaan                       | Radha              |                              |
| 2001 | CID                        | Nupur              |                              |
| 2001 | Ankhiyon Ke Jharonkhon Se  |                    | televisiefilm                |
| 2001 | Sambandh                   |                    |                              |
| 2001 | Kaagaz Ki Kasti            | Aarti              |                              |
| 2002 | Jubilee Plus               |                    | presentatrice                |
| 2002 | Smriti                     | Sandhya Dhanrajgir |                              |
| 2002 | Tanha Dil Tanha Safar      |                    |                              |
| 2003 | Kabhie Kabhie              | Meenakshi/ Ranjana |                              |
| 2004 | Uff Yum Maa                |                    | Televisiefilm, filmregisseur |
| 2014 | Laut Aao Trisha            | Amrita Swaika      |                              |